# Anthony Foxx
Pour les articles homonymes, voir Foxx.
Anthony Foxx, né le 30 avril 1971 à Charlotte (Caroline du Nord), est un homme politique américain. Membre du Parti démocrate, il est maire de sa ville natale entre 2009 et 2013, puis secrétaire aux Transports des États-Unis de 2013 à 2017 dans l'administration du président Barack Obama.